# Championnat de Formule 2 2019
Navigation
2018 2020
Le championnat de Formule 2 2019 est la troisième édition du championnat qui succède aux GP2 Series. Les quatre premières éditions ont été organisées de 2009 à 2012. Comportant 24 courses réparties en 12 manches, il démarre le 30 mars à Bahreïn et se termine le 1er décembre à Yas Marina.
Le 31 août 2019, lors de la course principale de Spa-Francorchamps, le pilote français Anthoine Hubert trouve la mort dans un accident survenu dans l'une des parties les plus rapides du circuit belge, le Raidillon de l'Eau Rouge. Les deux courses ont été annulées.

## Écuries et pilotes
Toutes les écuries disposent de châssis Dallara F2/18 équipés de moteurs Mecachrome V6 et chaussés de pneumatiques Pirelli.
| Équipe                        | N° | Pilote               | Manches      |
| ----------------------------- | -- | -------------------- | ------------ |
| Carlin                        | 1  | Louis Delétraz       | Toutes       |
| Carlin                        | 2  | Nobuharu Matsushita  | Toutes       |
| ART Grand Prix                | 3  | Nikita Mazepin       | Toutes       |
| ART Grand Prix                | 4  | Nyck de Vries        | Toutes       |
| DAMS                          | 5  | Sérgio Sette Câmara  | Toutes       |
| DAMS                          | 6  | Nicholas Latifi      | Toutes       |
| UNI-Virtuosi Racing           | 7  | Zhou Guanyu          | Toutes       |
| UNI-Virtuosi Racing           | 8  | Luca Ghiotto         | Toutes       |
| Prema Racing                  | 9  | Mick Schumacher      | Toutes       |
| Prema Racing                  | 10 | Sean Gelael          | Toutes       |
| Sauber Junior Team by Charouz | 11 | Callum Ilott         | Toutes       |
| Sauber Junior Team by Charouz | 12 | Juan Manuel Correa   | 1-9          |
| Sauber Junior Team by Charouz | 12 | Matevos Isaakyan     | 11-12        |
| Campos Racing                 | 14 | Dorian Boccolacci    | 1-5          |
| Campos Racing                 | 14 | Arjun Maini          | 6-8          |
| Campos Racing                 | 14 | Marino Sato          | 9-12         |
| Campos Racing                 | 15 | Jack Aitken          | Toutes       |
| MP Motorsport                 | 16 | Jordan King          | 1-3, 5-12    |
| MP Motorsport                 | 16 | Artem Markelov       | 4            |
| MP Motorsport                 | 17 | Mahaveer Raghunathan | 1-5, 7-12    |
| MP Motorsport                 | 17 | Patricio O'Ward      | 6            |
| BWT Arden                     | 18 | Tatiana Calderón     | Toutes       |
| BWT Arden                     | 19 | Anthoine Hubert      | 1-9          |
| BWT Arden                     | 22 | Artem Markelov       | 11-12        |
| Trident                       | 20 | Giuliano Alesi       | Toutes       |
| Trident                       | 21 | Ralph Boschung       | 1-5, 8-9, 11 |
| Trident                       | 21 | Ryan Tveter          | 6            |
| Trident                       | 21 | Dorian Boccolacci    | 7            |
| Trident                       | 21 | Christian Lundgaard  | 12           |

## Résultats des tests de pré-saison
| Date         | Lieu               | Circuit                    | Pilote le plus rapide | Équipe                        | Tour le plus rapide |
| 2018         | 2018               | 2018                       | 2018                  | 2018                          | 2018                |
| ------------ | ------------------ | -------------------------- | --------------------- | ----------------------------- | ------------------- |
| 29 novembre  | Abou Dabi          | Circuit Yas Marina         | Louis Delétraz        | Carlin                        | 1 min 49 s 984      |
| 30 novembre  | Abou Dabi          | Circuit Yas Marina         | Juan Manuel Correa    | Sauber Junior Team by Charouz | 1 min 49 s 958      |
| 1er décembre | Abou Dabi          | Circuit Yas Marina         | Louis Delétraz        | Carlin                        | 1 min 49 s 638      |
| 2019         |                    |                            |                       |                               |                     |
| 26 février   | Jerez, Espagne     | Circuit permanent de Jerez | Nyck de Vries         | ART Grand Prix                | 1 min 25 s 358      |
| 27 février   | Jerez, Espagne     | Circuit permanent de Jerez | Nyck de Vries         | ART Grand Prix                | 1 min 24 s 723      |
| 28 février   | Jerez, Espagne     | Circuit permanent de Jerez | Mick Schumacher       | Prema Racing                  | 1 min 24 s 028      |
| 5 mars       | Barcelone, Espagne | Circuit de Catalunya       | Nyck de Vries         | ART Grand Prix                | 1 min 28 s 655      |
| 6 mars       | Barcelone, Espagne | Circuit de Catalunya       | Sérgio Sette Câmara   | DAMS                          | 1 min 27 s 392      |
| 7 mars       | Barcelone, Espagne | Circuit de Catalunya       | Nyck de Vries         | ART Grand Prix                | 1 min 27 s 024      |

## Calendrier
| Manche | Manche | Date          | Événement                        | Circuit                         | Lieu              | Pays                |
| ------ | ------ | ------------- | -------------------------------- | ------------------------------- | ----------------- | ------------------- |
| 1      | C      | 30 mars       | F1 Grand Prix de Bahreïn         | Circuit international de Sakhir | Sakhir            | Bahreïn             |
| 1      | S      | 31 mars       | F1 Grand Prix de Bahreïn         | Circuit international de Sakhir | Sakhir            | Bahreïn             |
| 2      | C      | 27 avril      | F1 Grand Prix d'Azerbaïdjan      | Circuit urbain de Bakou         | Bakou             | Azerbaïdjan         |
| 2      | S      | 28 avril      | F1 Grand Prix d'Azerbaïdjan      | Circuit urbain de Bakou         | Bakou             | Azerbaïdjan         |
| 3      | C      | 11 mai        | F1 Grand Prix d'Espagne          | Circuit de Barcelone            | Barcelone         | Espagne             |
| 3      | S      | 12 mai        | F1 Grand Prix d'Espagne          | Circuit de Barcelone            | Barcelone         | Espagne             |
| 4      | C      | 24 mai        | F1 Grand Prix de Monaco          | Circuit de Monaco               | Monte-Carlo       | Monaco              |
| 4      | S      | 25 mai        | F1 Grand Prix de Monaco          | Circuit de Monaco               | Monte-Carlo       | Monaco              |
| 5      | C      | 22 juin       | F1 Grand Prix de France          | Circuit Paul Ricard             | Le Castellet      | France              |
| 5      | S      | 23 juin       | F1 Grand Prix de France          | Circuit Paul Ricard             | Le Castellet      | France              |
| 6      | C      | 29 juin       | F1 Grand Prix d'Autriche         | Red Bull Ring                   | Spielberg         | Autriche            |
| 6      | S      | 30 juin       | F1 Grand Prix d'Autriche         | Red Bull Ring                   | Spielberg         | Autriche            |
| 7      | C      | 13 juillet    | F1 Grand Prix de Grande-Bretagne | Circuit de Silverstone          | Silverstone       | Royaume-Uni         |
| 7      | S      | 14 juillet    | F1 Grand Prix de Grande-Bretagne | Circuit de Silverstone          | Silverstone       | Royaume-Uni         |
| 8      | C      | 3 août        | F1 Grand Prix de Hongrie         | Hungaroring                     | Budapest          | Hongrie             |
| 8      | S      | 4 août        | F1 Grand Prix de Hongrie         | Hungaroring                     | Budapest          | Hongrie             |
| 9      | C      | 31 août       | F1 Grand Prix de Belgique        | Circuit de Spa-Francorchamps    | Spa-Francorchamps | Belgique            |
| 9      | S      | 1er septembre | F1 Grand Prix de Belgique        | Circuit de Spa-Francorchamps    | Spa-Francorchamps | Belgique            |
| 10     | C      | 7 septembre   | F1 Grand Prix d'Italie           | Autodromo Nazionale di Monza    | Monza             | Italie              |
| 10     | S      | 8 septembre   | F1 Grand Prix d'Italie           | Autodromo Nazionale di Monza    | Monza             | Italie              |
| 11     | C      | 28 septembre  | F1 Grand Prix de Russie          | Autodrome de Sotchi             | Sotchi            | Russie              |
| 11     | S      | 29 septembre  | F1 Grand Prix de Russie          | Autodrome de Sotchi             | Sotchi            | Russie              |
| 12     | C      | 30 novembre   | F1 Grand Prix d'Abou Dabi        | Circuit Yas Marina              | Abou Dabi         | Émirats arabes unis |
| 12     | S      | 1er décembre  | F1 Grand Prix d'Abou Dabi        | Circuit Yas Marina              | Abou Dabi         | Émirats arabes unis |

## Résultats
| Manche | Manche | Circuit           | Pole position       | Meilleur tour       | Pilote vainqueur    | Écurie gagnante     |
| ------ | ------ | ----------------- | ------------------- | ------------------- | ------------------- | ------------------- |
| 1      | C      | Sakhir            | Luca Ghiotto        | Zhou Guanyu         | Nicholas Latifi     | DAMS                |
| 1      | S      | Sakhir            |                     | Nyck de Vries       | Luca Ghiotto        | UNI-Virtuosi Racing |
| 2      | C      | Bakou             | Nobuharu Matsushita | Jack Aitken         | Jack Aitken         | Campos Racing       |
| 2      | S      | Bakou             |                     | Sérgio Sette Câmara | Nicholas Latifi     | DAMS                |
| 3      | C      | Barcelone         | Luca Ghiotto        | Jordan King         | Nicholas Latifi     | DAMS                |
| 3      | S      | Barcelone         |                     | Nicholas Latifi     | Nyck de Vries       | ART Grand Prix      |
| 4      | C      | Monaco            | Nyck de Vries       | Nobuharu Matsushita | Nyck de Vries       | ART Grand Prix      |
| 4      | S      | Monaco            |                     | Nicholas Latifi     | Anthoine Hubert     | BWT Arden           |
| 5      | C      | Le Castellet      | Sérgio Sette Câmara | Nyck de Vries       | Nyck de Vries       | ART Grand Prix      |
| 5      | S      | Le Castellet      |                     | Nobuharu Matsushita | Anthoine Hubert     | BWT Arden           |
| 6      | C      | Red Bull Ring     | Nyck de Vries       | Sérgio Sette Câmara | Nobuharu Matsushita | Carlin              |
| 6      | S      | Red Bull Ring     |                     | Nyck de Vries       | Sérgio Sette Câmara | DAMS                |
| 7      | C      | Silverstone       | Zhou Guanyu         | Sérgio Sette Câmara | Luca Ghiotto        | UNI-Virtuosi Racing |
| 7      | S      | Silverstone       |                     | Jack Aitken         | Jack Aitken         | Campos Racing       |
| 8      | C      | Hungaroring       | Nyck de Vries       | Jordan King         | Nicholas Latifi     | DAMS                |
| 8      | S      | Hungaroring       |                     | Nobuharu Matsushita | Mick Schumacher     | Prema Racing        |
| 9      | C      | Spa-Francorchamps | Nyck de Vries       | Course abandonnée   | Course abandonnée   | Course abandonnée   |
| 9      | S      | Spa-Francorchamps |                     | Course annulée      | Course annulée      | Course annulée      |
| 10     | C      | Monza             | Callum Ilott        | Luca Ghiotto        | Nobuharu Matsushita | Carlin              |
| 10     | S      | Monza             |                     | Mick Schumacher     | Jack Aitken         | Campos Racing       |
| 11     | C      | Sotchi            | Nyck de Vries       | Luca Ghiotto        | Nyck de Vries       | ART Grand Prix      |
| 11     | S      | Sotchi            |                     | Nicholas Latifi     | Luca Ghiotto        | UNI-Virtuosi Racing |
| 12     | C      | Yas Marina        | Sérgio Sette Câmara | Zhou Guanyu         | Sérgio Sette Câmara | DAMS                |
| 12     | S      | Yas Marina        |                     | Nicholas Latifi     | Luca Ghiotto        | UNI-Virtuosi Racing |

## Classements
Système de points
Les points de la course principale sont attribués aux 10 premiers pilotes classés, tandis que les points de la course sprint sont attribués aux 8 premiers pilotes classés. La pole position de la course principale rapporte 4 points, et dans chaque course, 2 points sont attribués pour le meilleur tour en course réalisé par un pilote finissant dans le top 10. Ce système d'attribution des points est utilisé pour chaque manche du championnat.
Course principale :
| Position | 1er | 2e | 3e | 4e | 5e | 6e | 7e | 8e | 9e | 10e | Pole | MT |
| Points   | 25  | 18 | 15 | 12 | 10 | 8  | 6  | 4  | 2  | 1   | 4    | 2  |

Course sprint :
| Position | 1er | 2e | 3e | 4e | 5e | 6e | 7e | 8e | MT |
| Points   | 15  | 12 | 10 | 8  | 6  | 4  | 2  | 1  | 2  |

### Classement des pilotes
| Pos. | Pilote               | BAH  | BAH  | AZE  | AZE  | ESP  | ESP  | MON  | MON  | FRA  | FRA  | AUT  | AUT  | GBR   | GBR   | HON  | HON  | BEL | BEL | ITA  | ITA  | RUS  | RUS  | EAU  | EAU  | Points |
| ---- | -------------------- | ---- | ---- | ---- | ---- | ---- | ---- | ---- | ---- | ---- | ---- | ---- | ---- | ----- | ----- | ---- | ---- | --- | --- | ---- | ---- | ---- | ---- | ---- | ---- | ------ |
| 1    | Nyck de Vries        | 6    | 7    | 2    | 4    | 5    | 1    | 1    | 7    | 1    | 10   | 3    | 3    | 6     | 3     | 2    | 6    | A   | A   | 3    | 3    | 1    | 2    | 13   | 13   | 266    |
| 2    | Nicholas Latifi      | 1    | 3    | 4    | 1    | 1    | 6    | 12   | 10   | 5    | 6    | 9    | 6    | 2     | 5     | 1    | 7    | A   | A   | 13   | 10   | 2    | 4    | 7    | 2    | 214    |
| 3    | Luca Ghiotto         | 2    | 1    | 9    | Abd. | 4    | 2    | Dsq. | Abd. | 13   | 12   | 2    | 2    | 1     | 15    | 4    | 8    | A   | A   | 2    | 15   | 4    | 1    | 6    | 1    | 207    |
| 4    | Sérgio Sette Câmara  | 3    | 2    | Abd. | 6    | Nc.  | 17   | 3    | 6    | 2    | 5    | 5    | 1    | 4     | 17    | 5    | 3    | A   | A   | 5    | Abd. | 5    | 6    | 1    | 3    | 204    |
| 5    | Jack Aitken          | 7    | 11   | 1    | 3    | 2    | 8    | 17*  | 13   | 3    | 4    | 10   | 18   | 5     | 1     | 3    | 5    | A   | A   | 8    | 1    | 7    | 11   | 11   | 8    | 160    |
| 6    | Nobuharu Matsushita  | 9    | 12   | 13   | 12   | 11   | Abd. | 2    | 9    | 9    | 9    | 1    | 5    | 9     | 7     | 7    | 2    | A   | A   | 1    | 5    | 6    | Abd. | 2    | 7    | 144    |
| 7    | Zhou Guanyu          | 10   | 4    | Abd. | 10   | 3    | 4    | 5    | 3    | 4    | 3    | 6    | 8    | 3     | 8     | 9    | 9    | A   | A   | Abd. | 4    | 10   | 5    | 3    | 10   | 139    |
| 8    | Louis Delétraz       | 5    | 5    | Abd. | Abd. | 12   | 11   | 7    | 2    | Abd. | 7    | 7    | Abd. | 7     | 2     | Abd. | 13   | A   | A   | Abd. | 8    | 3    | 14   | 4    | 6    | 92     |
| 9    | Jordan King          | 17   | 8    | 3    | Abd. | 7    | 7    |      |      | 6    | 11   | 8    | 7    | 10    | 9     | 6    | 4    | A   | A   | 6    | 2    | 12   | 9    | 12   | 11   | 79     |
| 10   | Anthoine Hubert      | 4    | 9    | 10   | 11   | 6    | 5    | 8    | 1    | 8    | 1    | 4    | 17   | 18    | 11    | 11   | 11   | A   | A   |      |      |      |      |      |      | 77     |
| 11   | Callum Ilott         | 14   | 16   | Abd. | 9    | 8    | 3    | Np.  | 14   | Abd. | 8    | 14   | 9    | 8     | 4     | 10   | 10   | A   | A   | 4    | 12*  | 9    | 3    | 5    | 4    | 74     |
| 12   | Mick Schumacher      | 8    | 6    | Abd. | 5    | 15   | 12   | 13   | 11   | Abd. | Abd. | 18   | 4    | 11    | 6     | 8    | 1    | A   | A   | Nc.  | 6    | Abd. | Abd. | 9    | 9    | 53     |
| 13   | Juan Manuel Correa   | 16   | 18   | 7    | 2    | Abd. | 15   | 16*  | 12   | 7    | 2    | 11   | 10   | 13    | 10    | 14   | 14   | A   | A   |      |      |      |      |      |      | 36     |
| 14   | Dorian Boccolacci    | 15   | 17   | 5    | 7    | 14   | 18   | 4    | 5    | Abd. | 13   |      |      | Abd.  | 14    |      |      |     |     |      |      |      |      |      |      | 30     |
| 15   | Giuliano Alesi       | 12   | Dsq. | Abd. | Abd. | Abd. | 16   | 11   | Abd. | 10   | 14   | 13   | Abd. | 17    | Abd.  | 13   | 12   | A   | A   | 7    | 7    | 13   | 8    | 8    | 5    | 20     |
| 16   | Artem Markelov       |      |      |      |      |      |      | 6    | 4    |      |      |      |      |       |       |      |      |     |     |      |      | Abd. | 10   | Abd. | Abd. | 16     |
| 17   | Sean Gelael          | Abd. | 10   | 6    | 8    | 9    | 9    | Abd. | 15   | Abd. | 17   | 16   | 12   | Forf. | Forf. | 15   | 17   | A   | A   | 9    | Abd. | 11   | 7    | 17   | Abd. | 15     |
| 18   | Nikita Mazepin       | 19   | 13   | 8    | Abd. | 17   | 14   | 10   | 8    | Abd. | 16   | 12   | 11   | 16    | 12    | 12   | 15   | A   | A   | 11   | 9    | 8    | Abd. | 10   | 17†  | 11     |
| 19   | Ralph Boschung       | 11   | 14   | 12   | Abd. | 10   | 10   | 9    | Abd. | Abd. | 15   |      |      |       |       | 18*  | 18   | A   | A   |      |      | 14   | 12   |      |      | 3      |
| 20   | Mahaveer Raghunathan | 18   | 19   | 11   | 13   | 16   | 19   | 15   | Abd. | 12   | 18   |      |      | 15    | 18    | 17   | 19   | A   | A   | 10   | 13   | 17   | 17   | Abd. | 15   | 1      |
| 21   | Marino Sato          |      |      |      |      |      |      |      |      |      |      |      |      |       |       |      |      | A   | A   | 12   | 11   | 16   | 15   | 18   | 16   | 0      |
| 22   | Tatiana Calderón     | 13   | 15   | Abd. | Abd. | 13   | 13   | 14   | Abd. | 11   | Abd. | 17   | 13   | 14    | 16    | 16   | Abd. | A   | A   | Abd. | 14   | 15   | 16   | 16   | 14   | 0      |
| 23   | Christian Lundgaard  |      |      |      |      |      |      |      |      |      |      |      |      |       |       |      |      |     |     |      |      |      |      | 14   | 12   | 0      |
| 24   | Arjun Maini          |      |      |      |      |      |      |      |      |      |      | Dsq. | 15   | 13    | 13    | Abd. | 16   |     |     |      |      |      |      |      |      | 0      |
| 25   | Matevos Isaakyan     |      |      |      |      |      |      |      |      |      |      |      |      |       |       |      |      |     |     |      |      | 18   | 13   | 15   | Abd. | 0      |
| 26   | Patricio O'Ward      |      |      |      |      |      |      |      |      |      |      | 19   | 14   |       |       |      |      |     |     |      |      |      |      |      |      | 0      |
| 27   | Ryan Tveter          |      |      |      |      |      |      |      |      |      |      | 15   | 16   |       |       |      |      |     |     |      |      |      |      |      |      | 0      |
| Pos. | Pilote               | BAH  | BAH  | AZE  | AZE  | ESP  | ESP  | MON  | MON  | FRA  | FRA  | AUT  | AUT  | GBR   | GBR   | HON  | HON  | BEL | BEL | ITA  | ITA  | RUS  | RUS  | EAU  | EAU  | Points |

| Couleur  | Résultat                                                                                         |
| -------- | ------------------------------------------------------------------------------------------------ |
| Or       | Vainqueur                                                                                        |
| Argent   | 2e place                                                                                         |
| Bronze   | 3e place                                                                                         |
| Vert     | Classé dans les points                                                                           |
| Bleu     | Classé hors des points Non classé (Nc.)                                                          |
| Violet   | Abandon (Abd.)                                                                                   |
| Rouge    | Non qualifié (Nq.) Non pré-qualifié (Npq.)                                                       |
| Noir     | Disqualifié (Dsq.)                                                                               |
| Blanc    | Non partant (Np.) Forfait (Forf.) Suspendu (Susp.) Course annulée (A.)                           |
| Gras     | Pole position                                                                                    |
| Italique | Meilleur tour en course                                                                          |
| *        | Le pilote a abandonné mais est classé pour avoir parcouru plus de 90 % de la distance de course. |
| +        | Résultat en course Sprint (si arrivée dans les points).                                          |

Notes :
- A – Course annulée

### Classement des écuries
| Pos. | Écurie                        | No. | BAH  | BAH  | AZE  | AZE  | ESP  | ESP  | MON  | MON  | FRA  | FRA  | AUT  | AUT  | GBR   | GBR   | HON  | HON  | BEL | BEL | ITA  | ITA  | RUS  | RUS  | EAU  | EAU  | Points |
| ---- | ----------------------------- | --- | ---- | ---- | ---- | ---- | ---- | ---- | ---- | ---- | ---- | ---- | ---- | ---- | ----- | ----- | ---- | ---- | --- | --- | ---- | ---- | ---- | ---- | ---- | ---- | ------ |
| 1    | DAMS                          | 5   | 3    | 2    | Abd. | 6    | Nc.  | 17   | 3    | 6    | 2    | 5    | 5    | 1    | 4     | 17    | 5    | 3    | A   | A   | 5    | Abd. | 5    | 6    | 1    | 3    | 418    |
| 1    | DAMS                          | 6   | 1    | 3    | 4    | 1    | 1    | 6    | 12   | 10   | 5    | 6    | 9    | 6    | 2     | 5     | 1    | 7    | A   | A   | 13   | 10   | 2    | 4    | 7    | 2    | 418    |
| 2    | UNI-Virtuosi Racing           | 7   | 10   | 4    | Abd. | 10   | 3    | 4    | 5    | 3    | 4    | 3    | 6    | 8    | 3     | 8     | 9    | 9    | A   | A   | Abd. | 4    | 10   | 5    | 3    | 8    | 347    |
| 2    | UNI-Virtuosi Racing           | 8   | 2    | 1    | 9    | Abd. | 4    | 2    | Dsq. | Abd. | 13   | 12   | 2    | 2    | 1     | 15    | 4    | 8    | A   | A   | 2    | 15   | 4    | 1    | 6    | 1    | 347    |
| 3    | ART Grand Prix                | 3   | 19   | 13   | 8    | Abd. | 17   | 14   | 10   | 8    | Abd. | 16   | 12   | 11   | 16    | 12    | 15   | 12   | A   | A   | 11   | 9    | 8    | Abd. | 10   | 11†  | 277    |
| 3    | ART Grand Prix                | 4   | 6    | 7    | 2    | 4    | 5    | 1    | 1    | 7    | 1    | 10   | 3    | 3    | 6     | 3     | 2    | 6    | A   | A   | 3    | 3    | 1    | 2    | 13   | 13   | 277    |
| 4    | Carlin                        | 1   | 5    | 5    | Abd. | Abd. | 12   | 11   | 7    | 2    | Abd. | 7    | 7    | Abd. | 7     | 2     | Abd. | 13   | A   | A   | Abd. | 8    | 3    | 14   | 2    | 7    | 236    |
| 4    | Carlin                        | 2   | 9    | 12   | 13   | 12   | 11   | Abd. | 2    | 9    | 9    | 9    | 1    | 5    | 9     | 7     | 7    | 2    | A   | A   | 1    | 5    | 6    | Abd. | 6    | 6    | 236    |
| 5    | Campos Racing                 | 14  | 15   | 17   | 5    | 7    | 14   | 18   | 4    | 5    | Abd. | 13   | Dsq. | 15   | 13    | 13    | Abd. | 16   | A   | A   | 12   | 11   | 16   | 15   | 18   | 16   | 189    |
| 5    | Campos Racing                 | 15  | 7    | 11   | 1    | 3    | 2    | 8    | 17*  | 13   | 3    | 4    | 10   | 18   | 5     | 1     | 3    | 5    | A   | A   | 8    | 1    | 7    | 11   | 11   | 10   | 189    |
| 6    | Sauber Junior Team by Charouz | 11  | 14   | 16   | Abd. | 9    | 8    | 3    | Np.  | 14   | Abd. | 8    | 14   | 9    | 8     | 4     | 10   | 10   | A   | A   | 4    | 12   | 9    | 3    | 5    | 4    | 110    |
| 6    | Sauber Junior Team by Charouz | 12  | 16   | 18   | 7    | 2    | Abd. | 15   | 16*  | 12   | 7    | 2    | 11   | 10   | 13    | 10    | 14   | 14   | A   | A   |      |      | 18   | 13   | 15   | Abd. | 110    |
| 7    | MP Motorsport                 | 16  | 17   | 8    | 3    | Abd. | 7    | 7    | 6    | 4    | 6    | 11   | 8    | 7    | 10    | 9     | 6    | 4    | A   | A   | 6    | 2    | 12   | 9    | 12   | 9    | 96     |
| 7    | MP Motorsport                 | 17  | 18   | 19   | 11   | 13   | 16   | 19   | 15   | Abd. | 12   | 18   | 19   | 14   | 15    | 18    | 17   | 19   | A   | A   | 10   | 13   | 17   | 17   | Abd. | 15   | 96     |
| 8    | BWT Arden                     | 18  | 13   | 15   | Abd. | Abd. | 13   | 13   | 14   | Abd. | 11   | Abd. | 17   | 13   | 14    | 16    | 16   | Abd. | A   | A   | Abd. | 14   | 15   | 16   | 16   | 14   | 77     |
| 8    | BWT Arden                     | 19  | 4    | 9    | 10   | 11   | 6    | 5    | 8    | 1    | 8    | 1    | 4    | 17   | 18    | 11    | 11   | 11   | A   | A   |      |      |      |      |      |      | 77     |
| 8    | BWT Arden                     | 22  |      |      |      |      |      |      |      |      |      |      |      |      |       |       |      |      |     |     |      |      | Abd. | 10   | Abd. | Abd. | 77     |
| 9    | Prema Racing                  | 9   | 8    | 6    | Abd. | 5    | 15   | 12   | 13   | 11   | Abd. | Abd. | 18   | 4    | 11    | 4     | 8    | 1    | A   | A   | Nc.  | 6    | Abd. | Abd. | 9    | 11   | 68     |
| 9    | Prema Racing                  | 10  | Abd. | 10   | 6    | 8    | 9    | 9    | Abd. | 15   | Abd. | 17   | 16   | 12   | Forf. | Forf. | 15   | 17   | A   | A   | 9    | Abd. | 11   | 7    | 17   | Abd. | 68     |
| 10   | Trident                       | 20  | 12   | Dsq. | Abd. | Abd. | Abd. | 16   | 11   | Abd. | 10   | 14   | 13   | Abd. | 17    | Abd.  | 13   | 12   | A   | A   | 7    | 7    | 13   | 8    | 8    | 5    | 23     |
| 10   | Trident                       | 21  | 11   | 14   | 12   | Abd. | 10   | 10   | 9    | Abd. | Abd. | 15   | 15   | 16   | Abd.  | 14    | 18*  | 18   | A   | A   |      |      | 14   | 12   | 14   | 12   | 23     |
| Pos. | Écurie                        | No. | BAH  | BAH  | AZE  | AZE  | ESP  | ESP  | MON  | MON  | FRA  | FRA  | AUT  | AUT  | GBR   | GBR   | HON  | HON  | BEL | BEL | ITA  | ITA  | RUS  | RUS  | EAU  | EAU  | Points |

| Couleur  | Résultat                                                                                         |
| -------- | ------------------------------------------------------------------------------------------------ |
| Or       | Vainqueur                                                                                        |
| Argent   | 2e place                                                                                         |
| Bronze   | 3e place                                                                                         |
| Vert     | Classé dans les points                                                                           |
| Bleu     | Classé hors des points Non classé (Nc.)                                                          |
| Violet   | Abandon (Abd.)                                                                                   |
| Rouge    | Non qualifié (Nq.) Non pré-qualifié (Npq.)                                                       |
| Noir     | Disqualifié (Dsq.)                                                                               |
| Blanc    | Non partant (Np.) Forfait (Forf.) Suspendu (Susp.) Course annulée (A.)                           |
| Gras     | Pole position                                                                                    |
| Italique | Meilleur tour en course                                                                          |
| *        | Le pilote a abandonné mais est classé pour avoir parcouru plus de 90 % de la distance de course. |
| +        | Résultat en course Sprint (si arrivée dans les points).                                          |

Notes :
- A – Course annulée